# باشگاه فوتبال روآن
باشگاه فوتبال روآن ۱۸۹۹ (به فرانسوی: Football Club de Rouen 1899، تلفظ فرانسوی: [ʁwɑ̃]) یک باشگاه فوتبال در فرانسه است که در شهر روآن، نرماندی قرار دارد. این باشگاه در سال ۱۸۹۹ تشکیل شد و در حال حاضر در لیگ ملی ۲، چهارمین سطح فوتبال فرانسه بازی می‌کند. روان بازی‌های خانگی خود را در ورزشگاه روبرت دیوشون انجام می‌دهد؛ که نام آن به افتخار روبرت دیوشون، بازیکن تاریخی که در دوران ابتدایی تأسیس باشگاه تأثیرگذار بود، نامگذاری شد. روان با نام Les Diables Rouges (شیاطین سرخ) شناخته می‌شود و از سال ۱۹۰۳ ملقب به آن بوده‌است.

## تاریخچه
در سال ۲۰۱۷، باشگاه فوتبال روان از لیگ منطقه‌ای نرماندی برای بازی در لیگ ملی ۳ ارتقا یافت. در فصل ۱۸–۲۰۱۷، روان عدم سقوط در لیگ ملی ۳ را در روز پایانی تضمین کرد. فصل بعد، در سال ۲۰۱۹، آن‌ها به لیگ ملی ۲ صعود کردند.